# 皇家阿爾伯特音樂廳
皇家阿爾伯特音樂廳是一個位於英國倫敦西敏市南肯辛頓的藝術地標，該音樂廳最眾所周知的活動是自1941年以來一年一度的夏季逍遙音樂會。
自維多利亞女王在1871年為音樂廳開幕後，世界頂尖的藝術家都會出現在該地標。它每年舉辦超過350個演出，包括古典音樂演奏會、搖滾樂和流行音樂音樂會、芭蕾和歌劇、網球、頒獎典禮、學校和社區活動、慈善演出和豪華宴會。

## 名稱
原稱「中央文理大廳」（The Central Hall of Arts and Sciences），但由維多利亞女王改名為「皇家阿爾伯特文理大廳」（Royal Albert Hall of Arts and Sciences），獻給她已故的王夫阿尔伯特亲王。

## 歷史
在1851年，倫敦海德公園舉行万国工业博览会，獲得了空前成功，令當時的王夫阿尔伯特亲王建議興建一個常設展覽設施。由於該計劃進展緩慢，阿爾伯特王夫於1861年去世，未能看到他的夢想實現。然而，紀念，該提案獲得通過，並以万国工业博览会的部分利潤購買了海德公園的地皮。有關剩餘的資金，在1867年4月維多利亞女王與藝術科學大廳公司（Corporation of the Hall of Arts and Sciences）簽署了皇家憲章，並在5月20日奠定會堂大樓的基石。
會堂由英國陸軍的弗朗西斯·福克上尉（Captain Francis Fowke）和皇家工兵的亨利·史考特少將（Major-General Henry Y.D. Scott） 設計，盧卡斯兄弟（Lucas Brothers）建造。
阿爾伯特廳的開幕式於1871年3月29日舉行。在當時的威爾斯親王愛德華發表了歡迎講話後，由於維多利亞女王表示不想發言，愛德華便宣布︰「女王宣布這個大廳現在開放。」
1936年，阿爾伯特廳舉行了一場盛大慶典，以紀念約瑟夫·張伯倫百週年誕生。

## 建築
即使並不是傳統的鞋盒型音樂廳，阿爾伯特廳仍有良好的聲學效果，列名於世界百大廳院之列。

## 使用
阿爾伯特廳的第一場音樂會於1871年5月1日舉行，曲目為阿瑟·萨利文的《在岸上和海上》大合唱。
阿爾伯特廳主辦英國皇家退伍軍人協會一年一度在國殤週日前週六舉行的「英國皇家退伍軍人協會舉國悼念國殤紀念日文藝晚會」，也被用來舉辦倫敦帝國學院的畢業典禮。

### 逍遙音樂會
逍遙音樂會是每年夏季連續八週的古典音樂活動，成立於1895年，現在每個樂季包含超過70場阿爾伯特廳的音樂會，以及於逍遙音樂會最後一晚在英國其他地方舉行的活動，在2009年樂季更第一次舉行100場音樂會。

### 相撲
日本相撲曾兩度在此地表演，分別是在1991年和2025年。